# Червеникава сърнела
Червеникавата сърнела (Chlorophyllum rhacodes), наричана още Червенееща сърнела, е вид базидиева гъба от семейство Печуркови (Agaricaceae).

## Характерни белези
- Гугла:

Формата на младата гугла е яйцевидна. По време на растежа се разтваря, като преминава от звънчевидна до плоска форма с диаметър 5-20 см. В средата има слабо изразена гърбица (пъпка). Гуглата е с дебела, суха и тъмна кожица, която при растежа се напуква, образувайки едри люспи, които са керемидообразно подредени. Кожата на гърбицата остава цяла и е по-тъмно оцветена.
- Пънче:

Достига височина до 20 см. Гладко, при младите гъби с бял до кремав цвят, при по-възрастните червеникавокафяво. В горната му част има характерно подвижно пръстенче, а в основата си пънчето е удебелено като луковица.
- Месо:

Месото е сравнително меко, с белезникав цвят; при нараняване се оцветява в оранжево-червено и постепенно потъмнява до ръждивокафяво. В пънчето е влакнесто и по-твърдо. Като цяло месото има приятен аромат и вкус.
- Пластинки:

Гъсто разположени, при младите гъби с белезникав цвят, по-късно червеникави. Както месото и пънчето, при нараняване почервеняват.
- Споров прах:

Бял.

## Месторастене
Расте в широколистни и иглолистни гори. В България се среща във всички планини. Понякога расте в т. нар. „самодивски кръгове“ и за разлика от обикновената сърнела не обича много откритите пространства. Периодът ѝ на растеж е от юни до октомври.